# Harpalus atratus
Harpalus atratus är en skalbaggsart som beskrevs av Pierre André Latreille 1804. Harpalus atratus ingår i släktet Harpalus, och familjen jordlöpare. Arten har ej påträffats i Sverige.